# Чинхын Великий (Силла)
Чинхын Великий (진흥태왕, 眞興太王, Chinheung Taewang — Чинхын носил титул Тхэван, что значит «великий король»; годы жизни 526—576, годы правления 540—576) — 24-й король (в корейской терминологии «ван» — 왕, 王, wang) Силла, одного из трёх крупнейших государств, существовавших в то время на территории Кореи и объединённых общим названием Самгук (Самгук, 삼국, 三國, samguk — буквально «Три государства»). До него правил Попхын Великий (514—540), а после — король Чинджи (576—579). Чинхын был внуком Попхына и одним из величайших правителей государства Силла. Во время его правления территория Силла значительно расширилась, а культура развивалась. Король Чинхын и 26-й правитель государства Пэкче по имени Сон вели сражение друг против друга в долине реки Хан, в котором победил Чинхын, благодаря чему существенно расширилась территория Силла.

## Начало
Чинхын оказался на троне в молодом возрасте, когда умер его предшественник и дед по материнской линии Попхын. Поскольку тогда он был слишком молод, чтобы управлять государством, его мать Чисо выступила в роли регента. По достижении совершеннолетия Чинхын начинает править самостоятельно. Одним из его первых указов стал указ о назначении Кима Исабу ответственным по военным делам. Изначально Чинхын придерживался политики поддержания мира с соседним государством Пэкче.

## Завоевания и политика
В 551 году он объединился с Пэкче, чтобы атаковать северное королевство Когурё. Результатом этой союзнической атаки на Когурё был захват территорий, прилегавших к реке Хан. Пэкче и Силла согласились разделить завоеванную территорию поровну между собой.
В 553 году Чинхын заключил союз с Когурё и атаковал долину реки Хан. В конце 553 года в соответствии с секретным соглашением между Силла и Когурё войска Силла напали на изнуренную армию Пэкче. Король Пэкче Сон начал ответные действия в 554 году, но попал в засаду, устроенную генералом Силла, где погиб вместе со всем своим войском. В течение семи лет король Чинхын надёжно охранял завоёванные территории и правил там твёрдой рукой, после чего поручил контроль над ними Киму Исабу. По приказу короля на новых землях был возведён памятник и создано административное деление. Он подавил все восстания и продолжал способствовать развитию культуры в Силла. В 576 году был создан институт Хваранов, который впоследствии сыграл огромную роль в объединении Трёх корейских государств.

## Смерть и наследие
Король Чинхын умер в 576 году в возрасте 51 года. После него на престол взошёл его второй сын Кемнюн, который также известен под именем Чинджи. По свидетельствам госпожи Мисиль принц Кемнюн украл трон у принца Пэджона — внука и истинного преемника, выбранного самим королём Чинхыном. Но после государственного переворота, организованного Мисиль, Пэджон становится правителем, известным под именем Чинпхён. Госпожу Мисиль, как правило, считают любовницей короля Чинхына (а позже и короля Чинджи), а также одним из главных правительственных чиновников того времени. Достижения короля Чинхына заложили основу для будущего объединения Кореи. Его и сегодня помнят как одного из величайших правителей Силла. 

## В массовой культуре
В сериале "Королева Сондок" его изобразил Ли Сун Дже.
В сериале "Хваран: начало" его изобразил Пак Хён Шик.

## Связанное
- Список монархов Кореи#Силла
- Попхын (Силла)
- Мисиль
- Хваран
- Три корейских государства